# Raściuny
Raściuny (lit. Raščiūnai) − wieś na Litwie, w gminie rejonowej Soleczniki, 4 km na północny zachód od Butrymańców, zamieszkana przez 53 ludzi. Przed II wojną światową w Polsce, w powiecie lidzkim województwa nowogródzkiego.